# Secamone cristata
Secamone cristata är en oleanderväxtart. Secamone cristata ingår i släktet Secamone och familjen oleanderväxter.

## Underarter
Arten delas in i följande underarter:
- S. c. pilosa
- S. c. bipilosa
- S. c. clavata
- S. c. cristata
- S. c. densiflora